# Jim Simon (artista)
James A. Simon, também conhecido como Jim Simon, é um artista e animador. Com sua empresa de animação, Wantu Studios, ele criou animações para Vila Sésamo e outros shows.

## Vida
Simon frequentou a High School of Art and Design em Nova York, graduando-se em 1963. Lá, ele ganhou um prêmio de excelência em animação, e ganhou duas bolsas de estudo da Junior Epstein Memorial Foundation, bem como uma bolsa de estudos para a School of Visual Arts. Na SVA, ele inicialmente seguiu uma carreira produzindo live actions para TV, mas mudou para animação.

## Carreira
Após a formatura, Simon começou a trabalhar como artista de fundo de animação no estúdio de animação da Paramount Pictures. O estúdio fechou quatro meses depois que ele se juntou, mas seu tempo lá permitiu que ele se juntasse ao sindicato dos animadores. Um colega da Paramount então trouxe Simon como assistente de animação na série animada do Homem-Aranha dos anos 1960.
Depois de um ano e meio, Simon saiu para trabalhar como freelancer, durante uma entrevista relembrou 1975 "eu estava fazendo tanto trabalho que eles tiveram que me promover, porque eu estava ganhando mais dinheiro do que alguns dos animadores. Mas chegou ao ponto em que eu estava muito empolgado com as coisas que aconteciam dentro da minha cabeça, que eu não podia liberar enquanto trabalhava para outra pessoa."
Por volta de 1972, ele formou a Wantu Animation Inc., inicialmente com sede na cidade de Nova York e depois em Los Angeles. Os clientes de Simon incluíam a série educacional infantil da PBS The Electric Company, pela qual seu primeiro curta-metragem, "Hey Diddle Diddle", ganhou um prêmio no Animation Awards Festival de 1975 da International Animated Film Association; a série educativa infantil da WNET Sopa de Legumes; Rua Sésamo; os Psiquiatras Negros da América; e a Biblioteca Pública de Nova York.

## Vida pessoal
Simon e sua esposa René Simon se conheciam desde o colegial e se casaram enquanto ele frequentava a faculdade. Juntos tiveram quatro filhos: Jimmy, Kelly, Sean e Mark.
Em 2009, ele disse que alguns contratempos na carreira "me levaram a um pouco de depressão, um pouco de alcoolismo e falta de moradia comigo e meu cachorro dormindo no carro". Depois de 10 anos sem desenhar, ele começou a pintar a óleo e fez uma exposição na galeria St. Clair em El Cajon, Califórnia, perto de San Diego, onde morava na época.